# 奧爾泰尼什蒂鄉
46°35′N 27°54′E / 46.583°N 27.900°E
奧爾泰尼什蒂鄉（羅馬尼亞語：Comuna Oltenești, Vaslui），是羅馬尼亞的鄉份，位於該國東北部，由瓦斯盧伊縣負責管轄，面積82平方公里，海拔高度124米，2007年人口2,905，人口密度每平方公里35人。